# مخطط صدى القلب عبر المريء
مخطط صدى القلب عبر المريء (بالإنجليزية: Transesophageal echocardiogram)‏ هو طريقة بديلة لإجراء تخطيط صدى القلب. يتم تمرير مسبار متخصص يحتوي على محول طاقة بالموجات فوق الصوتية في طرفه إلى مريء المريض. هذا يسمح بتقييم الصورة والدوبلر الذي يمكن تسجيله. يُستخدم بشكل شائع أثناء جراحة القلب وهو طريقة ممتازة لتقييم الشريان الأورطي، على الرغم من وجود بعض القيود لاستخدامه.
له مزايا عديدة وبعض العيوب بالمقارنة مع مخطط صدى القلب عبر الصدر.

## موانع الاستخدام
توصي منظمات الطب التخصصي بعدم استخدام تخطيط صدى القلب عبر المريء للكشف عن مصادر الانصمام القلبي بعد تحديد مقدم الرعاية الصحية للمريض مصدر الانصمام وإذا لم يغير هذا الشخص إدارة المريض. وتوصي هذه المنظمات أيضًا بأهمية تجنب الأطباء والمرضى السعي إلى تطبيق تخطيط صدى القلب عبر المريء فقط من أجل الاختبار القائم على البروتوكول والموافقة على الاختبار تكون فقط إذا كان مناسبًا لحالة المريض.

## المزايا

مخطط صدى القلب عبر المريء،

عادةً ما تكون ميزة مخطط صدى القلب عبر المريء عن مخطط صدى القلب عبر الصدر هي الصور الأكثر وضوحًا خاصةً الهياكل التي يصعب رؤيتها عبر الصدر (من خلال جدار الصدر). التفسير لذلك هو أن القلب يرتكز مباشرة على المريء ولا يترك سوى ملليمترات من الموجات فوق الصوتية. هذا يقلل من إضعاف إشارة الموجات فوق الصوتية مما يؤدي إلى توليد إشارة عودة أقوى، فيؤدي في النهاية إلى تحسين جودة الصورة والدوبلر، وبالمقارنة نجد أنه يجب أن تعبر الموجات فوق الصوتية عبر الصدر أولاً الجلد والدهون والأضلاع والرئتين قبل أن تنعكس عن القلب وتعود إلى المسبار قبل أن يتم إنشاء الصورة. كل هذه الهياكل -إلى جانب المسافة المتزايدة التي يجب أن تنتقل بها الحزمة- تضعف إشارة الموجات فوق الصوتية وبالتالي تؤدي إلى تدهور جودة الصورة والدوبلر.
في البالغين يمكن تقييم العديد من الهياكل وتصويرها بشكل أفضل باستخدام مخطط صدى القلب عبر المريء بما في ذلك الشريان الأورطي والشريان الرئوي وصمامات القلب والأذينين والحاجز الأذيني والملحق الأذيني الأيسر والشرايين التاجية. كما أنه يمتلك حساسية عالية جدًا لتحديد مكان جلطة دموية داخل الأذين الأيسر.

## العيوب
لدى ه العديد من العيوب على الرغم من أنه يجب موازنتها مقابل فوائدها الكبيرة. يجب على المريض اتباع إرشادات الجمعية الأمريكية لأطباء التخدير O (عادة لا يأكل أي شيء لمدة ثماني ساعات ولا يشرب أي شيء لمدة ساعتين قبل الإجراء). بدلاً من فني واحد أو اثنين يحتاج الإجراء إلى فريق من العاملين في المجال الطبي. ويستغرق أداءه وقتًا أطول من عبر الصدر. قد يكون غير مريح للمريض الذي قد يحتاج إلى تخدير أو تخدير عام.
ترتبط بعض المخاطر بالإجراء مثل انثقاب المريء حوالي 1 من كل 10000، وتفاعلات ضائرة نتيجة الدواء.

## المعالجة
قبل إدخال المسبار يتم إحداث تخدير خفيف إلى متوسط للمريض لتخفيف الانزعاج وتقليل رد الفعل البلعومي مما يجعل مسبار الموجات فوق الصوتية أسهل في المرور إلى المريء، يمكن إحداث تخدير خفيف أو معتدل بأدوية مثل الميدازولام (بنزوديازيبين مع خصائص مسكنة وفقدان الذاكرة) أو فينتانيل (مادة أفيونية) أو بروبوفول ( مخدر عام، حسب الجرعة) عادة ما يتم استخدام بخاخ مخدر موضعي للجزء الخلفي من الحلق مثل ليدوكائين و/أو مخدر هلام/مزلّق للمريء. يُخدَّر الأطفال ويُخدَّر البالغون أيضًا في بعض الأحيان. وعلى عكس مخطط صدى القلب عبر الصدر فإن مخطط صدى القلب عبر المريء يعتبر إجراءً جائرًا وبالتالي يتم إجراؤه بواسطة الأطباء في الولايات المتحدة، وليس أخصائيي تخطيط الصدى.

## الاستخدامات السريرية
بالإضافة إلى استخدامها من قبل أطباء القلب في العيادات الخارجية والمرضى الداخليين فإنه يمكن إجراءه أيضًا بواسطة طبيب تخدير القلب لتقييم وتشخيص وعلاج المرضى في الفترة المحيطة بالجراحة. والأكثر شيوعًا أثناء إجراءات القلب المفتوح -إذا كانت حالة المريض تتطلب ذلك- يمكن استخدامه في تحديد أي عملية. يعتبر مفيدًا جدًا أثناء العديد من العمليات الجراحية للقلب (على سبيل المثال: إصلاح الصمام التاجي). إنها في الواقع أداة مراقبة أساسية أثناء هذا الإجراء. يساعد على الكشف عن المرض وتحديد كميته قبل الجراحة وكذلك تقييم نتائج الجراحة فورًا بعد الإجراء. إذا تبين أن الإصلاح غير كافٍ مما يُظهر قلسًا كبيرًا متبقيًا فيمكن للجراح أن يقرر ما إذا كان سيعود إلى المجازة القلبية الرئوية لمحاولة تصحيح العيب. يعتبر تسلخ الشريان الأبهر حالة مهمة أخرى حيث يكون مخطط صدى القلب عبر المريء مفيدًا جدًا. يمكن أن يساعد أيضًا الجراح أثناء إدخال قسطرة لشلل القلب الرجعي.

## التاريخ
تم اختراع مخطط صدى القلب عبر المريء لأول مرة من قبل الدكتور ليون فرازين في عام 1974 أثناء عمله في كلية الطب بجامعة لويولا في مايوود، ومستشفى إدارة المحاربين القدامى هاينز إلينوي. نُشرت نتائجه المبكرة في عام 1976 في مجلة سيركوليشن.